# Старопокровська сільська рада
Старопокро́вська сільська́ ра́да — адміністративно-територіальна одиниця та орган місцевого самоврядування в Чугуївському районі Харківської області. Адміністративний центр — село Стара Покровка.

## Загальні відомості
Старопокровська сільська рада утворена в 1921 році.
- Територія ради: 9,669 км²
- Населення ради: 982 особи (станом на 2001 рік)
- Територією ради протікає річка Уди.

## Населені пункти
Сільській раді підпорядковані населені пункти:
- с. Стара Покровка
- с. Поди

## Склад ради
Рада складається з 12 депутатів та голови.
- Голова ради: Пасмуров Павло Олександрович
- Секретар ради: Дьякова Інна Леонідівна

### Керівний склад попередніх скликань
| Прізвище, ім'я, по батькові  | Основні відомості                                                                      | Дата обрання | Дата звільнення |
| ---------------------------- | -------------------------------------------------------------------------------------- | ------------ | --------------- |
| Пасмуров Павло Олександрович | Сільський голова, 1953 року народження, освіта вища, член Народно-демократичної партії | 26.03.2006   | 31.10.2010      |
| Пасмуров Павло Олександрович | Сільський голова, 1953 року народження, освіта вища, член Партії регіонів              | 31.10.2010   |                 |

Примітка: таблиця складена за даними сайту Верховної Ради України

### Депутати
За результатами місцевих виборів 2010 року депутатами ради стали:

#### За суб'єктами висування
| Суб'єкт висування                                       | Кількість обраних депутатів | %    |
| ------------------------------------------------------- | --------------------------- | ---- |
| Партія регіонів                                         | 8                           | 66,7 |
| Політична партія Всеукраїнське об'єднання «Батьківщина» | 3                           | 25   |
| Політична партія «Сильна Україна»                       | 1                           | 8,3  |

#### За округами
| № округу                                                | Прізвище, ім'я, по батькові     | Дата визнання обраним | Освіта  | Партійна приналежність                        | Відомості про обраного депутата                                               |
| ------------------------------------------------------- | ------------------------------- | --------------------- | ------- | --------------------------------------------- | ----------------------------------------------------------------------------- |
| Партія регіонів                                         |                                 |                       |         |                                               |                                                                               |
| 1                                                       | Єлецький Микола Іванович        | 02.11.2010            | середня | член Партії регіонів                          | пенсіонер                                                                     |
| 2                                                       | Мар'єнко Наталія Вікторівна     | 02.11.2010            | середня | член Партії регіонів                          | тимчасово не працює                                                           |
| 4                                                       | Дьякова Інна Леонідівна         | 02.11.2010            | вища    | член Партії регіонів                          | Старопокровська сільська рада, секретар                                       |
| 6                                                       | Кошиль Тетяна Олександрівна     | 02.11.2010            | середня | член Партії регіонів                          | Магазин, продавець                                                            |
| 7                                                       | Кріцин Олександр Михайлович     | 02.11.2010            | середня | член Партії регіонів                          | тимчасово не працює                                                           |
| 8                                                       | Сазонова Ніна Федорівна         | 02.11.2010            | середня | член Партії регіонів                          | Старопокровська загальноосвітня школа, вчитель                                |
| 9                                                       | Чернов Володимир Романович      | 02.11.2010            | середня | член Партії регіонів                          | Завод УПЕК «Харп», електромантер                                              |
| 10                                                      | Пузікова Олександра Михайлівна  | 02.11.2010            | середня | член Партії регіонів                          | Старопокровська загальноосвітня школа, оператор водонагрівальних котлів       |
| Політична партія Всеукраїнське об'єднання «Батьківщина» |                                 |                       |         |                                               |                                                                               |
| 3                                                       | Станковіч Ольга Василівна       | 02.11.2010            | середня | член Всеукраїнського об'єднання «Батьківщина» | Старопокровська амбулаторія ЗПСМ, медпрацівник                                |
| 5                                                       | Кащавцева Наталія Олександрівна | 02.11.2010            | середня | член Всеукраїнського об'єднання «Батьківщина» | Старопокровська загальноосвітня школа, заступник директора по виховній роботі |
| 11                                                      | Альонов Віктор Михайлович       | 02.11.2010            | середня | член Всеукраїнського об'єднання «Батьківщина» | Старопокровська загальноосвітня школа, охоронець                              |
| Політична партія «Сильна Україна»                       |                                 |                       |         |                                               |                                                                               |
| 12                                                      | Божков Андрій Миколайович       | 02.11.2010            | вища    | член Політичної партії «Сильна Україна»       | Новопокровський КХП, слюсар-ремонтник                                         |